# Линкетто
Линкетти (ед. число — Линкетто, итал. Linchetto) — в итальянском фольклоре существа, которые мешают людям спать по ночам. Согласно представлениям, линкетти садятся спящим на грудь, отчего старики могут даже умереть, а молодым снятся кошмары.

## Происхождение персонажа
Линкетти воспринимаются в народном сознании не как плохие, но скорее как неприятные создания. Сообразно современным представлениям фольклористов и этимологов имя существа происходит от латинского понятия лат. incubus  — инкубус. С инкубом он имеет множество общих черт, например, безобразный звероподобный облик или привычку навязывать людям кошмары. Оба персонажа являются пережитком римского культа бога Фавна, однако образ и действия линкетти лишены эротического содержания.
В отличие от образов ряда других мифологических существ, связанных с ночными кошмарами, образ линкетти более комичен. Линкетти невысоки: их рост около 80 см. Постоянной чертой их облика являются длинные уши, в остальном он может меняться.

## Вред от линкетти и борьба с ними
Линкетти без затруднений проникают в спальню через замочную скважину, но с ними можно легко справиться. Первый способ — положить на грудь спящего сковороду с зерном. Забираясь на грудь спящего, линкетто рассыплет зерно. Тогда страсть к порядку заставит его собирать зёрна, и он утомится. Другой способ - включить свет, сесть на ночной горшок в дальнем углу комнаты, надкусить бутерброд с сыром и сказать в лицо линкетто: «Чтоб ты провалился! Я ем хлеб с сыром, а линкетто пусть провалится!» Почувствовав глубокое омерзение, линкетто навсегда покинет дом.   
Считается, что линкетти могут забираться в стойла, где подкармливают любимых животных и морят нелюбимых. Согласно поверьям, если расплести гриву лошади, заплетённую линкетти, лошадь заболеет и умрёт.